# Комитет за държавна сигурност (СССР)
Вижте пояснителната страница за други значения на КГБ.
Комитетът за държавна сигурност (на руски: Комите́т госуда́рственной безопа́сности, КГБ) е името на основната служба за сигурност, разузнавателна служба и служба на тайната полиция в Съветския съюз от 13 март 1954 до 6 ноември 1991.
През март 1953 г. Лаврентий Берия обединява Министерството на вътрешните работи (МВД) и Министерството на държавната сигурност (МГБ), но година по-късно той е екзекутиран и МВД отново е разделено на две, като е образуван КГБ. Комитетът е директно подчинен на Министерския съвет, а на 5 юли 1978 е преименуван на Комитет за държавна сигурност на СССР и неговият председател получава място в кабинета.
След участието на председателя на КГБ Владимир Крючков, както и на формирования на комитета, в опита за преврат през август 1991, начело на КГБ е назначен Вадим Бакатин със задачата да го разформирова. Руската част от КГБ е трансформирана в днешната агенция Федерална служба за сигурност, която е функционално аналогична на КГБ. КГБ продължава да функционира под това име в Беларус. През Студената война КГБ е нарицателно за разузнавателна служба, която изцяло е подвластна на комунистическата номенклатура в СССР, и чиято цел е разклащането устоите на капиталистическите държави и налагане на световна соц-комунистическа диктатура.

## История
След смъртта на Йосиф Висарионович Сталин, през март 1953 година, Лаврентий Берия обединява Министерството на вътрешните работи с Министерството на държавна сигурност в една обща институция – МВД (рус.Министерство внутренних дел). По-късно същата година, той е екзекутиран и МВД се разпада. Вече промененото МВД запазило правата си на съдебна полиция, докато новосъздаденият КГБ поел функциите на пазител на държавната и международна сигурност, под юрисдикцията на Съвета на министрите. На 5 юли 1958 г. КГБ е преименуван на Комитет за държавна сигурност на Съветския съюз, а неговият представител получил място в политбюрото на ЦК.
Още от създаването си, КГБ се е считал за „мечът и щитът“ на Октомврийската революция и на комунистическата партия на СССР. Комитетът постига големи успехи през първите години от съществуването си. Благодарение слабостите в управлението на американските и британски служби за разузнаване по онова време, КГБ успява да внедри голям брой свои агенти в чуждестранни институции, като в случая с „Петорката от Кеймбридж“. Най-значимият успех, постигнат от съветските тайни служби e, без съмнение, събирането на информация за сградата, където е била построена атомната бомба (Проект Манхатън). Успех, възможен благодарение на внедрените агенти на КГБ Клаус Тукс и Теодор Хол.
По време на Студената война, КГБ цели да контролира, заплашва, и дори да ликвидира политически дисиденти, обвинени в „идеологически преврат“, измежду които Александър Солженицин и Андрей Сахаров. Комитетът постига изключителни успехи в разузнаването по това време. Пример за това е продължителното събирането на информация, свързаната със западна технология, благодарение на агенти като Мелита Норууд, и инфилтрирането на агенти в правителството на Западна Германия, под ръководството на Вили Бранд, с посредничеството на Щази. Въпреки всичко, разкриването на операции на КГБ по време на изпълнението им, в резултат на измяна на високо равнище в собствените им среди: като тази на Елизабет Бентли в Съединените щати и на Олег Гордиевски във Великобритания от една страна, и изчерпването на идеологическите послания след потушаването на бунта в Будапеща през 1956 г. и Пражката Пролет от 1968 г., която довела до значително западане на оперативните способности на КГБ от друга: удвоили размера на вредите. Независимо от това, КГБ получавал информация от членове на западните тайни служби, като например къртицата Олдрих Еймс (бивш член на ЦРУ) или на Робърт Хансен (бивш член на ФБР), които по този начин подпомогнали бюрото да компенсира загубата на талантливите си агенти.
Тайните съветски служби са отговорни за смъртта на хиляди души на територията на Съветския съюз, считани за членове на опозицията или за „врагове на народа“.
КГБ бива компрометиран когато неговият президент, генерал Владимир Крючков, използва вътрешни сведения на КГБ, за да подпомогне опитите за пуч в Москва през август 1991 г., в опит да свали от власт Михаил Горбачов. На 22 август 1991 г. Крючков е арестуван, а генерал Вадим Бакатин, застава начело на КГБ, със задачата да го разпусне. КГБ официално престава да съществува на 4 декември 1991 г. Неговите отдели се разпределят в множество различни сектори: Вътрешна сигурност (Служба за вътрешна сигурност на СССР – бъдещият ФСБ), Централната служба за разузнаване – бъдещият СВР, и Службата на гранична полиция. Други независими служби се появили на бял свят през 1992 г. като например Службата за създаване на кодове и декодиране (ФАПСИ), а елитните военни части биват поверени на министерството на вътрешните работи и ФСБ се принуждава да оттегли своите правомощия за инструктаж. През 1995 г. ФСБ си връща обратно тези правомощия над елитните специални части. През 2002 г. граничната полиция и ФАПСИ се връщат под ръководството на ФСБ.
Много бивши офицери намират друго призвание в средите на новата пазарна икономика, или в политиката, като Владимир Путин например.
В Беларус тайните служби запазват старото си наименование.

## Мисии
Очевидно дейността на КГБ обединявала същите функции и пълномощия като тези, упражнявани от ЦРУ в Съединените щати, дивизията за контраразузнаване на Федералното бюро за разузнаване (ФБР) и Федералното Бюро за Защита и тайните служби. За разлика от тях, над дейността му не е бил упражняван никакъв контрол, а средствата му са били неограничени. На практика, в ролята си на тайна политическа полиция, КГБ е бил подчинен на Политбюро, или по-точно на главния секретар на комунистическата партия в СССР. Въпреки това, КГБ не бива да се счита за служба за разузнаване, която действа на принципите на западните си конкуренти (ЦРУ, ГДВС или МИ-6), като се има предвид силното му влияние, многобройните му функции, контрола упражняван над съветското общество и впечатляващия брой на неговите членове. КГБ извличал идеологическата си мисия от своя символ: щитът, за да защитава революцията, мечът, за да разгроми врагове си. Най-отличителните му мисии са били външното разузнаване, контраразузнаването, унищожаването на политическите противници и контрареволюционни организации на територията на Съветския съюз и в чужбина, защитата на границите, грижа за безопасността на Комунистическата партия и на държавните глави, както и на собствеността на Съветския съюз. Някои експерти твърдят, че КГБ е разполагало с 1,5 милиона сътрудници, докато съветското правителство твърдяло, че за тайните служби работели 480 000 чиновници, 217 000 от които се грижели за защитата на границите. Всички съветски административни институции са били под наблюдението на този комитет, който ги е използвал като прикритие за тайните си мисии; според Едуард Шевернадзе, около 30% от служителите на министерството на външните работи са били агенти на КГБ.
КГБ съумява да изгради една от най-важните международни мрежи за разузнаване, чиито агенти без проблем биват внедрявани в изключително много и различни по вид среди – било то интелектуални, политически (в частност в комунистическите партии в цяла Европа), религиозни, военни, образователни, или индустриални.
Множество организации са работили в услуга на бюрото:
- Международен студентски съюз
- Международна организация на журналистите
- Световна федерация на синдикатите

Толкова много „подчинени организации“, които позволявали на КГБ и неговите съюзници едновременно да внедряват свои агенти на Запад, но и същевременно и най-вече, редовно да ги използват в активни мероприятия за пропагандиране на дезинформация, като например Операция „Инфекция“, замислена от „Службата за активни мероприятия“ на Първото генерално управление на КГБ, често с помощта на журналисти като французина Андре Юлман.
Голям брой чужденци са работили през годините за Съветския съюз, било то в името на своите идеологически вярвания, заради парични възнаграждения, или като жертви на изнудване, подобно на американския журналист и комунист Уитакър Чеймбърс, който през 1948 г. разкрива участието в дейността на ФСБ на най-малко 75 служители на американската администрация, измежду които Олджърс Хис, член на американската делегация в Ялта и Хенри Уайт, дясната ръка на финансовия министър на Съединените щати по онова време. Всички те са разкривали тайна информация от първостепенно значение на бюрото по време на Втората световна война.
За разлика от ЦРУ и британските тайни служби (Секретната служба за разузнаване или МИ-6), КГБ не е разполагал с отдел за анализ на събраната информация, което значително ограничавало неговата дейност и го лишавало от вероятните придобивки. Това се е дължало отчасти на факта, че в СССР съществувала само една партия. Сталин, а по-късно и Никита Хрушчов, често поемали длъжността на свои собствени аналисти, и ако се случело един офицер от КГБ да изкаже мнение противно или различно от вече изказаното от президента, той в повечето случаи бивал отстранен. Страхът да се предава информация, която противоречи на мнението на високопоставена личност означавало, че технологичните и научни сведения били преобладаващи и от най-голямо значение за КГБ.
За успеха на разузнаването КГБ разчита много на събиране на информация от отделни индивиди в първите години от съществуването си, предимно незаконно, подобно на своя западен съперник, който се доверява най-вече на сведения основани на технологията и изображенията (ИМИНТ) както и на сигнална информация (СИ). По време на Втората Световна Война засилването на мерките за сигурност блокират опитите на КГБ да съгради наново този тип информационни мрежи, и следователно комитета се обръща главно към електронния шпионаж.
По отношение на провеждането на мирни мисии, които се приписват на КГБ, трябва да прибавим и тези, приложими в случай на война. При такъв случай, за да вдъхне кураж на другите, бюрото е щяло да разполага с военни сили, в бронезащитни жилетки, чиято основна роля щяла да бъде следването на инструкциите на несигурните „държави сателити“ (Полша, Чехословакия, Унгария, Азербайджан и др., и ответния отговор с огнева сила на всяко неподчинение, поемайки функциите на НКВД (Народен комисариат на вътрешните работи) по време на Втората Световна Война.

## Органиграма на КГБ

### Председател на КГБ
КГБ е бил ръководен от висш чиновник, избран от Централния комитет на Комунистическата Партия на Съветския съюз (КПСС), с препоръките на Отдела на административните органи, с благоприятен отзив от страна на Политбюрото на ЦК на КПСС.
Всички председатели на КГБ след Юри Андропов, са били едновременно с това и членове на Политбюрото на ЦК на КПСС.
Председателят на КГБ е бил подпомаган от:
- Президиум на КГБ (събрание на главните началници на различните служби)
- Комитет на КПСС (имащ правомощията и статута на окръжен комитет на Москва)
- Комитет на младите комунисти – Комсомол (разполагащ със статута на окръжен комитет)
- Комитет на спортния клуб Динамо Москва

Дипломатическите офицери, имайки статут на военни, са нямали право на синдикат (забранен за военните). Единствено на цивилните чиновници е било позволено да членуват в синдикат.

#### Председатели на КГБ и неговите предшественици
- Феликс Едмундович Дзержински – 1917 – 1926
- Вячеслав Рудолфович Менжински – 1926 – 1934
- Генрих Григориевич Ягода – 1934 – 1936
- Николай Иванович Ежов – 1936 – 1938
- Лаврентий Павлович Берия – 1941 – 1943
- Всеволод Николаевич Меркулов – 1941 (февруари-юли)
- Лаврентий Павлович Берия – 1941 – 1943
- Всеволод Николаевич Меркулов – 1943 – 1946
- Виктор Семьонович Абакумов – 1946 – 1951
- Сергей Иванович Оголцов – 1951 (август-декември)
- Лаврентий Павлович Берия – 1953 (март-юни)
- Сергей Никифорович Круглов – 1953 – 1954
- Иван Александрович Серов – 1954 – 1958
- Александър Николаевич Шелепин – 1958 – 1961
- Владимир Ефимович Семичастни – 1961 – 1967
- Юрий Владимирович Андропов – 1967 – 1982
- Виталий Василиевич Федорчук – 1982 (май-декември)
- Виктор Михайлович Чебриков – 1982 – 1988
- Владимир Александрович Крючков – 1988 – 1991
- Леонид Владимирович Шебаршин – 1991 август, 1 ден
- Виктор Валентинович Иваненко – май-декември 1991
- Вадим Викторович Бакатин – 1991 (август-ноември)

### Управления
Главни управления:
- Първо главно управление на КГБ, чиято мисия е била събиране на информация от чужбина;
- Второ главно управление, чиято мисия била контраразузнаването;
- Главно управление на пограничната охрана;
- Осмо главно управление, чиято задача била осигуряването и защитата на трансмисии в телекомуникациите (кодиране).

Управления:
- Трето управление, чиято задача била военното контраразузнаване (в армията)
- Пето управление или политическа и идеологическа полиция, чиято задача била преследване на отцепническите групировки и надзираване на религиозните групи.
- Шесто управление: икономическо контраразузнаване и индустриална сигурност
- Седмо управление: службата на „преследвачите“
- Девето управление, чиято задача била защитата на висши сановници на комунистическата партия и на Съветската държава
- Оперативно-техническо управление
- Петнадесето управление: защита на държавните местности, включително и контрол над ядрените оръжия
- Шестнадесето управление: електронно разузнаване
- Изграждане на стратегически, военни зони

#### Лаборатория-Х
По повод на разследването на убийството на Георги Марков Олег Калугин свидетелства за сътрудничество между Държавна сигурност и КГБ и за съществуването на специално звено в КГБ за изследователска и практическа дейност по използването на токсични субстанции (отрови) за решаване на оперативни задачи спрямо физически лица.
В периода след 1917, първите сведения говорят за съществуване на подобен отдел, носещ име – „Специален кабинет“, и до 1937, той е бил в състава на Всесъюзния институт по биохимия. По време на чистките през 1937 – 1938, ръководителите на тази лаборатория са били репресирани. Има данни също за съществуването на паралелна институция, създадена през 1935 по заповед на Хенрих Ягода – „Специална група с особено назначение“, влизаща в състава на подразделение, ръководено от Я.И.Серебрянски.
През 1937, „Специалният кабинет“ преминава към НКВД в състава на 12 отдел на ГУГБ НКВД СССР („Отдел Оперативна техника“), като още тогава в този „Специален кабинет“ са съществували токсикологична и бактериологична секция. От 1938, отдел „Оперативна техника“ е самостоятелен. Съгласно спомените на генерал Павел Судоплатов, токсикологичната лаборатория в този „Особен Отдел“ е била известна с името „Лаборатория-Х“. От август 1937 работата на това звено се ръководи от Гр. Майрановски. Майрановски и колегите му са отговорни за прилагането на редица вещества, (кураре, дигитоксин, рицин, мустард-газ) на затворници и „врагове на народа“. Целта на тези експерименти е било откриването на вещество без мирис, цвят, вкус, най-подходящо за използване в реални условия. За тази цел Майрановски също е изпробвал веществата върху хора с различно телосложение, с оглед тестуване на всички възможни фактори. Съществуват сведения, че Майрановски лично е привеждал смъртни присъди в изпълнение, чрез прилагане на отрови.
В мемоарите си Генерал Судполатов конкретно посочва, че отделът на Майрановски е бил пряко използван в периода 1937 – 1947 и в 1950 при изпълнението на смъртни присъди или ликвидация на неугодни лица, с използване на отрови. От достъпните днес източници, участието на посочената лаборатория, с много висока степен на съмнение, може да се идентифицира що се отнася до акциите по отношение на лица, някои от които:
- Отвличането на Ген. Александър Кутепов[9] – упоен с наркотични вещества при отвличане.
- Отвличането на Ген. Евгений Милер[9] – упоен с наркотични вещества при отвличане.
- Убийството на архиепископ Теодор Ромжа[9] – убит с инжекция на кураре.
- Убийствата на Лев Рабет[10][11] и Степан Бандера[12] от Богдан Сташински -
- Опита за отравяне на Хафизула Амин.[13]

От 1953, Лабораторията е известна под името „Лаборатория 12“. От 1978, е с име „Централен Изследователски Институт за специални технологии“, в рамките на Първо Главно Управление (ПГУ) на КГБ.
След 1991, и по данни на, съществуват аналогични лаборатории, влизащи в състава на „Службата за Външно Разузнаване“ на Русия.